# Трицинкнеодим
Трицинкнеодим — бинарное неорганическое соединение
неодима и цинка
с формулой NdZn3,
кристаллы.

## Получение
- Сплавление стехиометрических количеств чистых веществ:

{\displaystyle {\mathsf {Nd+3Zn\ {\xrightarrow {849^{o}C}}\ NdZn_{3}}}}

## Физические свойства
Трицинкнеодим образует кристаллы
ромбической сингонии,
пространственная группа P nma,
параметры ячейки a = 0,6717 нм, b = 0,4544 нм, c = 1,0284 нм, Z = 4,
структура типа трицинкиттрия YZn3
.
Соединение образуется по перитектоидной реакции при температуре 849°C
.